# Nikolái Monov
Nikolái Monov –en ruso, Николай Монов– (17 de enero de 1972) es un deportista ruso que compitió en lucha grecorromana. Ganó una medalla de plata en el Campeonato Mundial de Lucha de 1997 y dos medallas en el Campeonato Europeo de Lucha, oro en 1997 y plata en 1998.

## Palmarés internacional
| Campeonato Mundial | Campeonato Mundial  | Campeonato Mundial | Campeonato Mundial |
| Año                | Lugar               | Medalla            | Categoría          |
| ------------------ | ------------------- | ------------------ | ------------------ |
| 1997               | Breslau (Polonia)   | Medalla de plata   | 63 kg              |
| Campeonato Europeo |                     |                    |                    |
| Año                | Lugar               | Medalla            | Categoría          |
| 1997               | Kouvola (Finlandia) | Medalla de oro     | 63 kg              |
| 1998               | Minsk (Bielorrusia) | Medalla de plata   | 63 kg              |